# Rencontre au sommet (téléfilm)
Pour plus de détails, voir Fiche technique et Distribution.
Rencontre au sommet (The Girl in the Café) est un téléfilm britannico-américain réalisé par David Yates, diffusé en 2005.

## Synopsis
Un haut fonctionnaire travaillant pour le Chancelier de l'Échiquier, Lawrence, tombe amoureux de Gina, une jeune femme rencontrée par hasard dans un café de Londres. Ce dernier l'emmène à un sommet du G8 à Reykjavik, où elle confronte le Premier Ministre sur la question de la dette du tiers-monde et la pauvreté en Afrique, au grand embarras de Lawrence et à la colère de ses employeurs. Cependant, Lawrence se rend compte qu'elle a raison et essaie d'aider à persuader le chancelier et d'autres personnes au sommet de faire quelque chose pour résoudre les problèmes concernés.

## Fiche technique
- Titre : Rencontre au sommet
- Titre original : The Girl in the Café
- Réalisation : David Yates
- Musique : Nicholas Hooper
- Direction artistique : Andrea Coathupe
- Décors : Candida Otton
- Costumes : Jacky Levy
- Photographie : Chris Seager
- Son : Simon Okin
- Montage : Mark Day
- Production : Hilary Bevan Jones
- Sociétés de production : BBC Wales, Tightrope Pictures et HBO Films
- Sociétés de distribution : BBC (Royaume-Uni), HBO (États-Unis)
- Pays d’origine :  Royaume-Uni,  États-Unis
- Langues originales : anglais et français
- Format : couleur  — 35 mm — 1,85:1 (Arriflex) — son stéréophonique
- Genre : drame, romance
- Durée : 94 minutes
- Dates de première diffusion : 
  - Royaume-Uni et États-Unis : 25 juin 2005
  - France : 14 juillet 2006[1],[2]

## Distribution
- Bill Nighy : Lawrence
- Kelly Macdonald (VF : Anneliese Fromont) : Gina
- Ken Stott (VF : Gilbert Lévy) : le chancelier de l'Échiquier
- Corin Redgrave (VF : Olivier Hémon) : le Premier ministre du Royaume-Uni
- Anton Lesser (VF : Roland Timsit) : George

Acteurs principaux
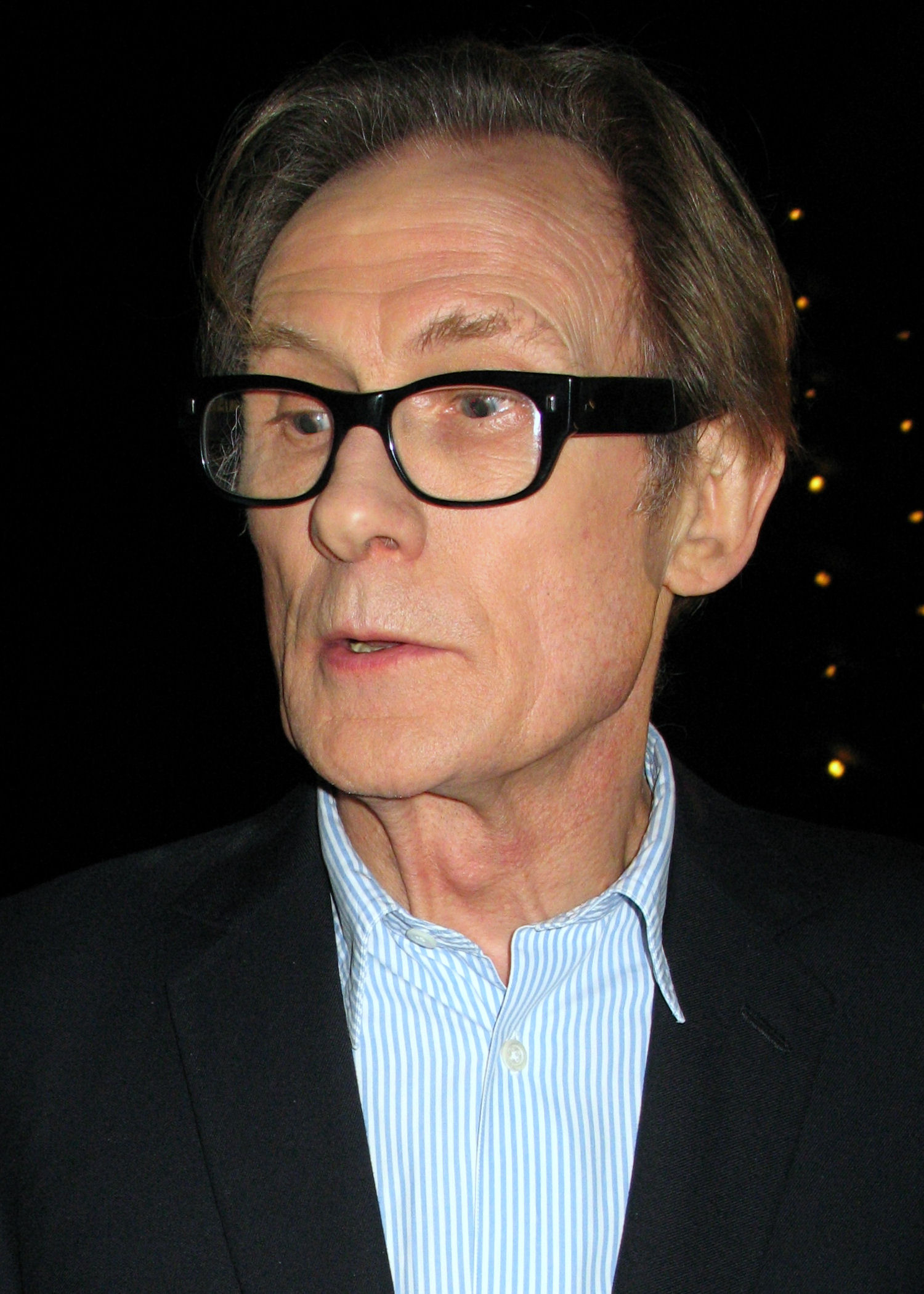
Bill Nighy
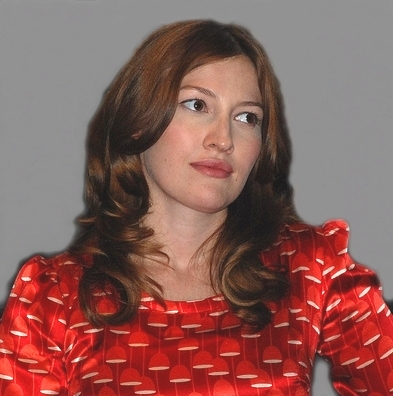
Kelly Macdonald

 Source et légende : version française (VF) sur RS Doublage

## Réception
Sur BBC One, le programme a enregistré une audience de 5,5 millions de téléspectateurs, une part de 29% de l'audience totale de la télévision regardant pendant sa durée de quatre-vingt-dix minutes, remportant son créneau horaire. Néanmoins, les opinions étaient cependant partagées.
Andrew Anthony, par exemple, a écrit une critique négative dans The Observer : « Personne parmi un casting de premier ordre ne semblait sûr d'être dans un film léger avec un thème lourd ou un film lourd avec des personnages légèrement dessinés. Le ton était étrangement solennel et l'atmosphère froide, comme si les cinéastes avaient suivi un cours intensif dans le cinéma européen sérieux et décidé que la clé de son succès était une conversation guindée ... Il y aura ceux qui soutiendront que la critique normale que les jugements ne devraient pas s'appliquer lorsque la cause en est si digne. Mais le drame n'est pas plus exempt de protestation que l'économie ».
Sarah Vine, étant elle-même l'épouse d'un politicien conservateur, a soutenu dans The Times que le message était dévalué par la simplification excessive du problème. À son avis, la principale faiblesse du film est la conviction que les dirigeants du G8 peuvent tout faire pour lutter contre la pauvreté : « Rencontre au sommet avait un défaut impardonnable et entièrement évitable: la simplification excessive. Présenter un problème complexe d'une manière aussi unidimensionnelle n'est pas seulement condescendant, il dévalorise également le message. Le Michael Mooreism a sa place dans ce monde, mais pas à la BBC, et pas aux frais du contribuable. [...] Il est profondément faux que 30 000 enfants meurent chaque jour à cause de la pauvreté. Mais il est tout aussi faux de suggérer que huit hommes dans une pièce, aussi profonds soient-ils dans leurs poches ou désireux de cœur, peuvent simplement agiter une baguette magique et tout faire disparaître ».
Cependant, le film a également reçu des critiques positives, avec Alessandre Stanley du New York Times déclarant que « le film peut sembler moralisateur et interrogateur, mais en fait, le doigt pointé des célébrités semble fonctionner. Le film tente d'humaniser un problème vaste et complexe, non pas à travers les victimes africaines, mais à travers des protagonistes occidentaux choyés qui n'ont pas le courage de leurs convictions. Cette approche n'est pas cohérente avec la structure du film. Ça n'a pas d'importance. La romance maladroite est convaincante, principalement parce que M. Nighy est si bon » .
Il y a également eu des réactions plus positives. Ayant eu un aperçu du programme avant la diffusion, Sarah Crompton était très enthousiaste lors de l'écriture pour le Daily Telegraph : « Bien que je sois convaincu de la nécessité de prendre des mesures radicales contre l'extrême pauvreté, je reconnais que d'autres sont douteux. Mais ce que je trouve si émouvant dans Rencontre au sommet... c'est sa croyance absolue au pouvoir du drame pour transformer la pensée ».

## Distinctions
Kelly Macdonald et Bill Nighy ont tous deux été nommés aux Golden Globe Awards en 2006 pour leurs performances dans la production, tandis que le téléfilm et Macdonald ont remporté un Emmy Awards chacun. David Yates et Fiona Weir ont également été nommés aux Emmy Awards pour la réalisation et le casting exceptionnels respectivement.